# There's Something About Remy: Based on a True Story
There's Something About Remy: Based on a True Story è il primo album in studio della rapper statunitense Remy Ma, pubblicato nel 2006.
Il titolo e la copertina del disco sono un riferimento al film Tutti pazzi per Mary (titolo originale There's Something About Mary).

## Tracce
1. Pun's Words – 0:40
2. She's Gone – 2:54
3. Lights, Camera, Action – 3:23
4. Tight (featuring Fat Joe) – 4:21
5. Whuteva – 3:46
6. Conceited Messages (skit) (featuring Roc Raida) – 1:46
7. Conceited – 3:39
8. Feels So Good (featuring Ne-Yo) – 4:02
9. I'm – 4:07
10. Thug Love (featuring Big Pun) – 3:58
11. Secret Location – 3:38
12. In-Da-Street (skit) (featuring Roc Raida)
13. Bilingual (featuring Ivy Queen) – 4:03
14. Conscience (skit) (featuring Roc Raida & Wize G) – 0:58
15. Guilty – 2:57
16. Crazy – 4:02
17. What's Going On (featuring Keyshia Cole) – 3:55
18. Still – 5:02